# Kriemhildenstuhl

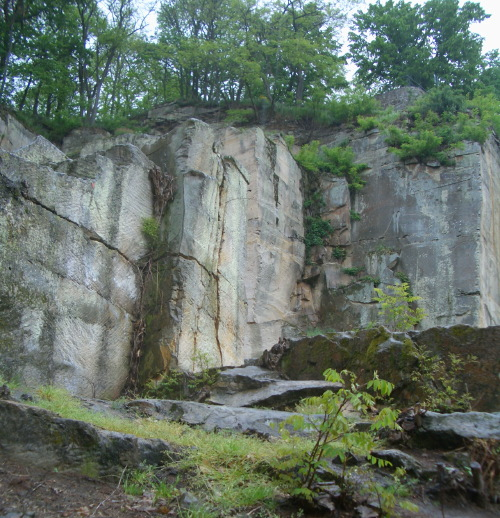
Scaunul Krimhildei

Kriemhildenstuhl (Scaunul Krimhildei) este o carieră de piatră din perioada romană, (200 e.n.) care este situată lângă Bad Dürkheim, Renania-Palatinat. Cariera ar fi fost folosită de legiunea romană 22 care era staționată în Mainz. Regiunea este declarat monument natural fiind proprietatea clubului  Drachenfels.

## Așezare
Scaunul Krimhildei se află la nord-vest de Bad Dürkheim, fiind situată la o înălțime de 250 m, versantul sudic atinge înălțimea 300 de m.  Kriemhildenstuhl este prelungirea sudică a muntelui Teufelsstein (Pfalz) ce atinge altitudinea de 317 m deasupra n.m. care aparține de mittelgebirge, Haardt (Pfalz) situat la marginea de est a regiunii Pfälzerwald continuată cu Rheinebene (Câmpia Rinului). Direct în aropiere de cariera romană se află Heidenmauer (Bad Dürkheim) o fostă așezare celtică care se întinde pe o suprafață de 26 ha. Brunhildisstuhl care a fost probabil la fel o carieră se află în apropiere sub Kriemhildenstuhl.